# Nicholas Halsted
Nicholas Halsted –conocido como Nick Halsted– (Watford, 14 de octubre de 1942-Londres, 22 de septiembre de 2007) fue un deportista británico que compitió en esgrima, especialista en la modalidad de espada. Ganó una medalla de plata en el Campeonato Mundial de Esgrima de 1965 en la prueba por equipos. Es hijo del esgrimidor Laurence Halsted.

## Palmarés internacional
| Campeonato Mundial | Campeonato Mundial | Campeonato Mundial | Campeonato Mundial |
| Año                | Lugar              | Medalla            | Prueba             |
| ------------------ | ------------------ | ------------------ | ------------------ |
| 1965               | París (Francia)    | Medalla de plata   | Espada por equipos |